# إدوارد بيريرا
إدوارد بيريرا (26 سبتمبر 1866 - 25 فبراير 1939) (بالإنجليزية: Edward Pereira)‏ هو لاعب كريكت بريطاني.